# Rhododendron uvariifolium
Rhododendron uvariifolium là một loài thực vật có hoa trong họ Thạch nam. Loài này được Diels miêu tả khoa học đầu tiên năm 1912.

## Hình ảnh

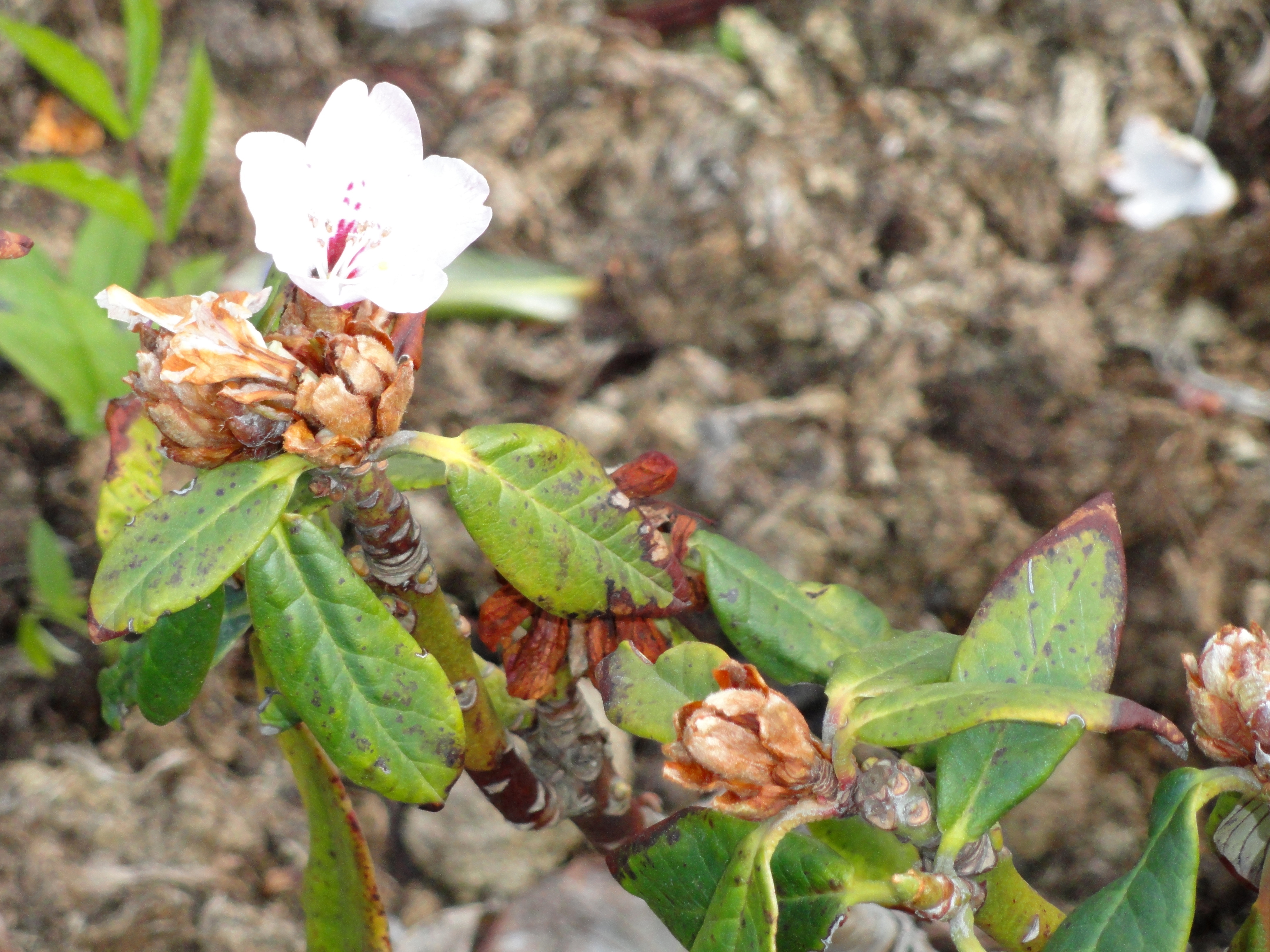